# Terapia integracji sensorycznej

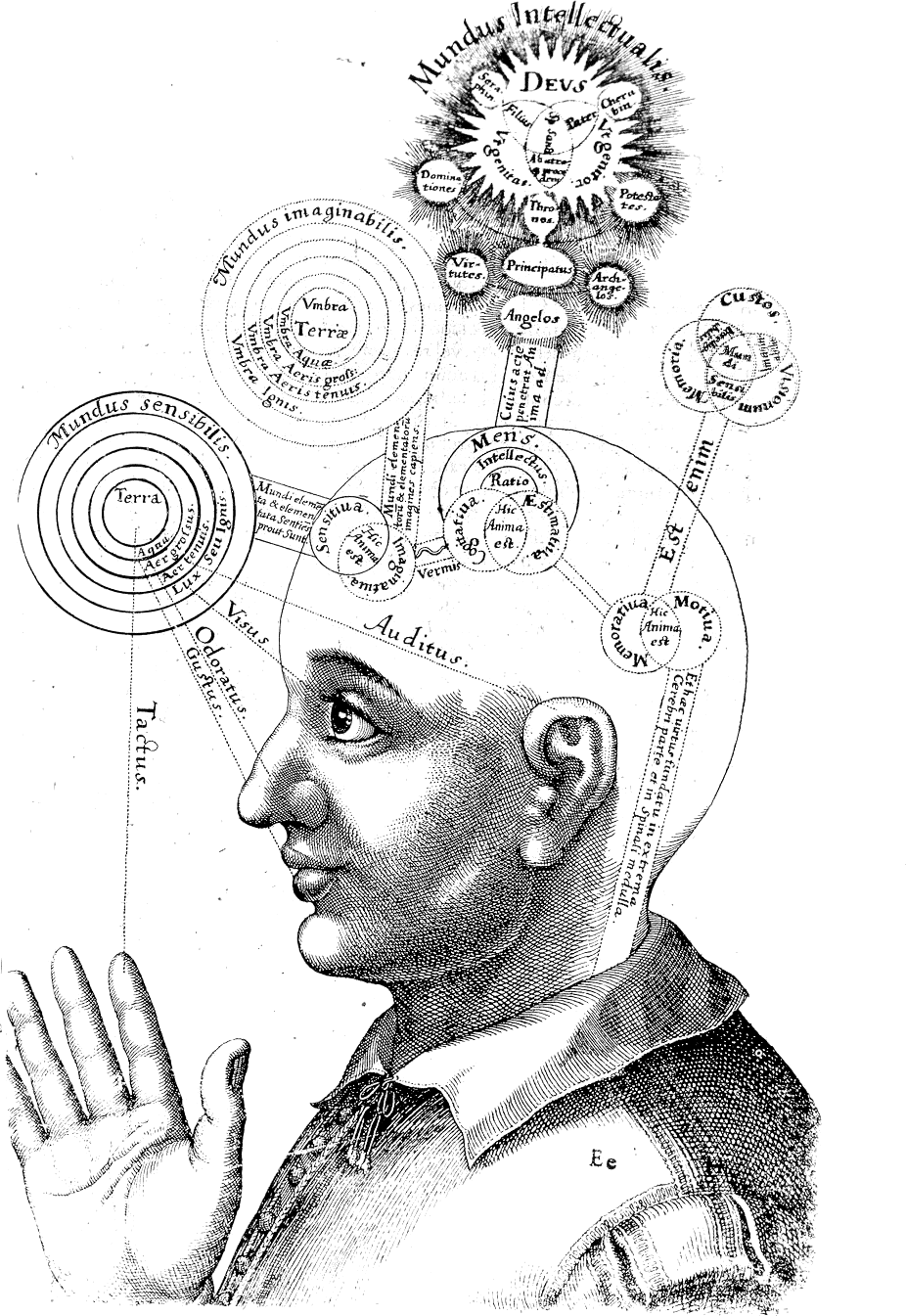
Integracja sensoryczna – ilustracja z książki Roberta Fludda (1619)

Terapia integracji sensorycznej (terapia SI, terapia zaburzeń przetwarzania sensorycznego) – terapia wykorzystywana głównie przez: fizjoterapeutów, psychologów, terapeutów zajęciowych, logopedów, w leczeniu objawów "zaburzeń przetwarzania sensorycznego". Zaburzenia te mają występować u dzieci autystycznych i u innych z zaburzeniami rozwojowymi, i neurorozwojowymi. Terapie oparte na teorii integracji sensorycznej Ayres, obejmują działania, które mają reorganizować system przetwarzania zmysłowego, poprzez dostarczanie bodźców, pobudzających zmysły (np. równowagi, kinestetyczny, słuchu czy dotyku). 
Efektywność terapii SI słabo potwierdza się w wynikach badań. Krytykowane są również założenia teoretyczne SI.

## Twórca terapii SI
Twórcą teorii i terapii SI była, urodzona w 1923 roku, Anna Ayres, doktor psychologii edukacyjnej i psychoterapeutka zajęciowa. W 1975 roku otworzyła prywatną Klinikę (Ayers Clinic) w Torance w Kalifornii, która obecnie jest centrum non profit terapii i badań IS, stowarzyszonym z Międzynarodową Organizacją Integracji Sensorycznej (Sensory Integration International). Najbardziej znana stała się dzięki swoim dwóm książkom: Sensory Integration and The Child  ("Integracja Sensoryczna i dziecko")  oraz Sensory Integration and Learning Disorders ("Integracja Sensoryczna i trudności w uczeniu się"). Za swoją pracę została wyróżniona odznaczeniami American Ocupational Therapy Association (Amerykańskiego Towarzystwa Terapii Zajęciowej). Zmarła 16 grudnia 1988 roku.

## Teoria integracji sensorycznej
Hipoteza integracji sensorycznej powstała w latach siedemdziesiątych XX wieku. Ayres zakładała, że rozwój systemu przetwarzania zmysłowego u dzieci przebiega w czasie – podobnie jak rozwój zdolności językowych czy motorycznych.  W procesie rozwoju mogą ujawnić się deficyty, które mają polegać na nieprawidłowej integracji informacji z wielu zmysłów. Jako przyczynę, Ayres wskazywała nieefektywną, bądź błędną, pracę neuronów integrujących dane ze wszystkich zmysłów. Teoria zakłada, że dostarczanie odpowiednich bodźców, może zniwelować neurologiczne deficyty, które mają składać się na tzw. "zaburzenie przetwarzania sensorycznego". Interwencja ma wpływać na integrację przetwarzania zmysłowego, czego konsekwencją ma być rozwój złożonych procesów poznawczych. 

## Sprzęt wykorzystywany do terapii SI
Terapia IS wykorzystuje specjalistyczny sprzęt, taki jak np. podwieszane platformy, hamaki, huśtawki, deskorolki, równoważnie, duże poduchy, materace, kołdry i kamizelki obciążeniowe. Materiały różnej faktury oraz inne przedmioty wykorzystuje się do stymulacji dotykowej, wzrokowej, węchowej, smakowej itp.

## Krytyka
Teoria integracji sensorycznej przyjmuje błędne, uproszczone założenia o integracji danych zmysłowych jako seryjnym procesie, a nie wielu procesach, które występują  w wielu różnych regionach mózgu i wchodzą z sobą w interakcje. Ponadto, teoria bazowała na przestarzałej koncepcji, zakładającej, że rozwój mózgu dziecka odzwierciedla rozwój w procesie ewolucji. Skutkowało to błędnym założeniem o możliwości rozwijania coraz bardziej złożonych funkcji poznawczych, za pomocą tych bardziej "pierwotnych". Teoria luźno opiera się na neuronauce – nie ma solidnych podstaw, opartych na współczesnej wiedzy o budowie i funkcjonowaniu mózgu. W badaniach rzadko stosowany jest pomiar neurofizjologiczny. Obecnie nie jest nawet jasne, jaki mechanizm neurologiczny mógłby tłumaczyć nietypowe przetwarzanie sensoryczne u osób z różnymi zaburzeniami.
Z powodu braku przyjętych i powszechnie akceptowanych kryteriów diagnostycznych, nie powinno się diagnozować "zaburzeń przetwarzania sensorycznego". Nie jest jasne, czy u wszystkich dzieci, które mają problemy z reakcjami na bodźce zmysłowe, występują rzeczywiste "zaburzenia" dróg neuronalnych. Trudności w przetwarzaniu informacji sensorycznych występują w wielu różnych zaburzeniach rozwojowych i zachowania, w tym w zaburzeniach ze spektrum autyzmu, zespole nadpobudliwości psychoruchowej, dyspraksji i zaburzeniach lękowych. Termin "zaburzenie przetwarzania sensorycznego" nie pojawia się w podręcznikach diagnostycznych, przeznaczonych dla psychiatrów czy neurologów. Narzędzie do diagnozowania zaburzenia (do tworzenia tzw. profili sensorycznych) ma niejasne podłoże teoretyczne i wydaje się mierzyć zachowania, które nie są związane z przetwarzaniem zmysłów.
Mało jest badań o wysokiej jakości metodologicznej, które potwierdzałyby skuteczność terapii SI. Niektórzy badacze zwracają uwagę na to, że jest więcej dowodów przemawiających na niekorzyść podejścia, niż tych, które miałyby je wspierać. Z niewielu, małych badań, wstępnie wynika, że terapia SI może pozytywnie wpływać na problemy związane z wrażliwością (bądź niewrażliwością) na bodźce sensoryczne, a także na zdolności motoryczne u dzieci z autyzmem. Dowody oceniono jako słabe jakościowo. Ponadto, nie wiadomo, czy poprawa utrzymuje się w czasie.  
Podczas terapii SI często wykorzystuje się różne techniki i narzędzia, opierające się na sensomotoryce. Jednym z nich jest ekspozycja na różnorodne bodźce (np. pod względem koloru, faktury powierzchni, temperatury, zapachu, dźwięku). Dwa małe badania wykazały, że zabiegi tego typu mogą wpływać na redukcję symptomów zaburzeń ze spektrum autyzmu i poprawę niewerbalnych zdolności poznawczych. Dowody oceniono jako słabe jakościowo. Nie wykazano, by metody integracji słuchowej były pomocne przy problemach związanych z mową (ponadto zwraca się uwagę na potencjalne duże koszty treningu i możliwe efekty uboczne). Nie jest pewne, czy techniki opierające się na muzykoterapii dają pozytywny efekt. Nie jest jasne, czy huśtawki, kołdry obciążeniowe i ćwiczenia wykorzystujące symulację dotykową są efektywne.
Wśród niektórych ekspertów pojawiają się opinie o potencjalnym jatrogennym wpływie technik. Istnieją obawy, że u niektórych autystycznych dzieci terapia SI może nasilać trudne zachowania. W dużym, trwającym 9 lat badaniu kohorotowym, wykazano, że wybór terapii integracji sensorycznej, zamiast rekomendowanych programów dla dzieci z ADHD, może być szkodliwy. U dzieci, których rodzice decydowali się na stosowanie terapii SI, ryzyko rozwinięcia się innych zaburzeń psychicznych (np. zachowania, emocjonalnych czy adaptacyjnych) było istotnie większe, niż u reszty dzieci. Ponadto, przedmioty obciążeniowe, używane czasem podczas terapii, mogą być potencjalnie niebezpieczne i dlatego zalecane jest stosowanie się do zasad bezpieczeństwa podczas korzystania z nich.
Z powodu braku przekonujących dowodów na skuteczność terapii, a także w związku z doniesieniami o jej potencjalnie negatywnych skutkach, wskazuje się na pilną potrzebę dalszych badań. Amerykańska Akademia Pediatryczna oświadczyła, że elementy terapii SI mogą być wykorzystywane podczas pracy terapeutycznej, ale rodzice powinni być informowani o braku jednoznacznych dowodów potwierdzających skuteczność tych technik. Amerykańskie National Autism Center zaliczyło terapię integracji sensorycznej do grupy interwencji, których skuteczność nie jest potwierdzona. Brytyjskie Research Autism wskazuje na niejednoznaczność dowodów na efektywność terapii SI.